# Mireya Luis
Mireya Luis Hernandez (ur. 25 sierpnia 1967 w Camagüey) – kubańska siatkarka; grała w kubańskim klubie Camagüey.
Mireya Luis trafiła do reprezentacji Kuby w wieku 15 lat. Uczestniczyła w 4 mistrzostwach świata (1986 – srebro, 1990, 1994 – złoto, 1998 – złoto) i 3 igrzyskach olimpijskich w 1992, 1996 i 2000 roku zdobywając 3 złote medale.
Z powodu bojkotu igrzysk przez Kubę opuściła 2 olimpiady.
W 1986 roku na mistrzostwach świata zdobyła razem z drużyną srebrny medal. Finał przegrały z Chinkami.
W 1989 roku Luis uczestniczyła w Japońskim Pucharze Świata i poprowadziła swój zespół do pierwszego trofeum po zwycięstwie nad ZSRR. Ale rok później w mistrzostwach świata w Chinach, Mireya przegrała podium, przegrywając mecz o brąz z Amerykankami.
W 1991 w Pucharze Świata zdeklasowały zarówno Chinki, jak i ZSRR odnosząc bezapelacyjne zwycięstwo. Następnie pojechały na IO do Barcelony w roli faworytek i nie zawiodły, druzgocąc przy tym potęgi kobiecej siatkówki Chinki i Brazylijki. W finale pokonały zespół ZSRR.
Kuba wygrała pierwszą edycję kobiecego Grand Prix w 1993 roku. W 1994 roku wygrały finał mistrzostw świata pokonując Brazylię, do finału dochodząc bez straty seta.
W następnej edycji Grand Prix Kubanki poniosły porażkę z Brazylijkami. Wielu twierdzi, że to przez absencję Luis. Powróciła w 1995 roku wygrywając po raz kolejny Puchar Świata. 
W roku 2004 Mireya Luis została nominowana do amerykańskiej galerii sław siatkarskich – Volleyball Hall of Fame.
Zasięg w ataku – 335 cm 